# Eleições legislativas portuguesas de 1983 no distrito de Bragança
| Eleições legislativas portuguesas de 1983 Distritos: Aveiro \| Beja \| Braga \| Bragança \| Castelo Branco \| Coimbra \| Évora \| Faro \| Guarda \| Leiria \| Lisboa \| Portalegre \| Porto \| Santarém \| Setúbal \| Viana do Castelo \| Vila Real \| Viseu \| Açores \| Madeira \| Estrangeiro |

## Resultados por Concelho
Os resultados nos concelhos do Distrito de Bragança foram os seguintes:

### Alfândega da Fé
| Partido                 | Partido                   | Votos | %               | +/-  |
| ----------------------- | ------------------------- | ----- | --------------- | ---- |
|                         | Partido Social Democrata  | 1 668 | 39,44 / 100,00  | -    |
|                         | Partido Socialista        | 1 141 | 26,98 / 100,00  | 5,80 |
|                         | Centro Democrático Social | 767   | 18,14 / 100,00  | -    |
|                         | Aliança Povo Unido        | 290   | 6,86 / 100,00   | 0,59 |
|                         | Outros                    | 187   | 4,41 / 100,00   |      |
| Votos Inválidos         | Votos Inválidos           | 176   | 4,16 / 100,00   | 0,05 |
| Total                   | Total                     | 4 229 | 100,00 / 100,00 |      |
| Eleitorado/Participação | Eleitorado/Participação   | 5 830 | 72,54 / 100,00  | 9,47 |

### Bragança
| Partido                 | Partido                   | Votos  | %               | +/-   |
| ----------------------- | ------------------------- | ------ | --------------- | ----- |
|                         | Partido Socialista        | 6 326  | 34,97 / 100,00  | 10,42 |
|                         | Partido Social Democrata  | 5 918  | 32,72 / 100,00  | -     |
|                         | Centro Democrático Social | 3 492  | 19,31 / 100,00  | -     |
|                         | Aliança Povo Unido        | 882    | 4,88 / 100,00   | 0,38  |
|                         | Outros                    | 762    | 4,22 / 100,00   |       |
| Votos Inválidos         | Votos Inválidos           | 708    | 3,92 / 100,00   | 1,01  |
| Total                   | Total                     | 18 088 | 100,00 / 100,00 |       |
| Eleitorado/Participação | Eleitorado/Participação   | 26 286 | 68,81 / 100,00  | 11,95 |

### Carrazeda de Ansiães
| Partido                 | Partido                   | Votos | %               | +/-  |
| ----------------------- | ------------------------- | ----- | --------------- | ---- |
|                         | Centro Democrático Social | 2 053 | 35,84 / 100,00  | -    |
|                         | Partido Social Democrata  | 1 561 | 27,25 / 100,00  | -    |
|                         | Partido Socialista        | 1 501 | 26,20 / 100,00  | 7,33 |
|                         | Aliança Povo Unido        | 176   | 3,07 / 100,00   | 0,14 |
|                         | Outros                    | 195   | 3,40 / 100,00   |      |
| Votos Inválidos         | Votos Inválidos           | 243   | 4,24 / 100,00   | 0,62 |
| Total                   | Total                     | 5 729 | 100,00 / 100,00 |      |
| Eleitorado/Participação | Eleitorado/Participação   | 7 965 | 71,93 / 100,00  | 9,76 |

### Freixo de Espada à Cinta
| Partido                 | Partido                   | Votos | %               | +/-  |
| ----------------------- | ------------------------- | ----- | --------------- | ---- |
|                         | Partido Socialista        | 1 186 | 38,54 / 100,00  | 7,49 |
|                         | Partido Social Democrata  | 999   | 32,47 / 100,00  | -    |
|                         | Centro Democrático Social | 377   | 12,25 / 100,00  | -    |
|                         | Aliança Povo Unido        | 266   | 8,64 / 100,00   | 1,06 |
|                         | Outros                    | 127   | 4,10 / 100,00   |      |
| Votos Inválidos         | Votos Inválidos           | 122   | 3,97 / 100,00   | 1,26 |
| Total                   | Total                     | 3 077 | 100,00 / 100,00 |      |
| Eleitorado/Participação | Eleitorado/Participação   | 4 278 | 71,93 / 100,00  | 7,82 |

### Macedo de Cavaleiros
| Partido                 | Partido                      | Votos  | %               | +/-   |
| ----------------------- | ---------------------------- | ------ | --------------- | ----- |
|                         | Partido Social Democrata     | 4 148  | 39,22 / 100,00  | -     |
|                         | Partido Socialista           | 2 766  | 26,15 / 100,00  | 9,18  |
|                         | Centro Democrático Social    | 2 400  | 22,69 / 100,00  | -     |
|                         | Aliança Povo Unido           | 391    | 3,70 / 100,00   | 0,50  |
|                         | Partido da Democracia Cristã | 123    | 1,16 / 100,00   | 0,30  |
|                         | Outros                       | 325    | 3,07 / 100,00   |       |
| Votos Inválidos         | Votos Inválidos              | 423    | 3,99 / 100,00   | 1,20  |
| Total                   | Total                        | 10 576 | 100,00 / 100,00 |       |
| Eleitorado/Participação | Eleitorado/Participação      | 15 303 | 69,11 / 100,00  | 10,19 |

### Miranda do Douro
| Partido                 | Partido                    | Votos | %               | +/-   |
| ----------------------- | -------------------------- | ----- | --------------- | ----- |
|                         | Partido Social Democrata   | 2 023 | 38,46 / 100,00  | -     |
|                         | Partido Socialista         | 1 661 | 31,58 / 100,00  | 10,62 |
|                         | Centro Democrático Social  | 893   | 16,98 / 100,00  | -     |
|                         | Aliança Povo Unido         | 165   | 3,14 / 100,00   | 0,14  |
|                         | Partido Popular Monárquico | 59    | 1,12 / 100,00   | -     |
|                         | Outros                     | 174   | 3,31 / 100,00   |       |
| Votos Inválidos         | Votos Inválidos            | 285   | 5,42 / 100,00   | 0,12  |
| Total                   | Total                      | 5 260 | 100,00 / 100,00 |       |
| Eleitorado/Participação | Eleitorado/Participação    | 7 669 | 68,59 / 100,00  | 9,43  |

### Mirandela
| Partido                 | Partido                      | Votos  | %               | +/-  |
| ----------------------- | ---------------------------- | ------ | --------------- | ---- |
|                         | Partido Social Democrata     | 5 011  | 34,60 / 100,00  | -    |
|                         | Partido Socialista           | 4 353  | 30,06 / 100,00  | 7,53 |
|                         | Centro Democrático Social    | 3 067  | 21,18 / 100,00  | -    |
|                         | Aliança Povo Unido           | 940    | 6,49 / 100,00   | 0,23 |
|                         | Partido da Democracia Cristã | 156    | 1,08 / 100,00   | 0,36 |
|                         | Outros                       | 369    | 2,54 / 100,00   |      |
| Votos Inválidos         | Votos Inválidos              | 587    | 4,05 / 100,00   | 0,66 |
| Total                   | Total                        | 14 483 | 100,00 / 100,00 |      |
| Eleitorado/Participação | Eleitorado/Participação      | 20 078 | 72,13 / 100,00  | 8,15 |

### Mogadouro
| Partido                 | Partido                      | Votos  | %               | +/-  |
| ----------------------- | ---------------------------- | ------ | --------------- | ---- |
|                         | Partido Social Democrata     | 3 871  | 48,75 / 100,00  | -    |
|                         | Partido Socialista           | 2 039  | 25,68 / 100,00  | 8,14 |
|                         | Centro Democrático Social    | 1 210  | 15,24 / 100,00  | -    |
|                         | Aliança Povo Unido           | 214    | 2,70 / 100,00   | 0,11 |
|                         | Partido da Democracia Cristã | 112    | 1,41 / 100,00   | 0,50 |
|                         | Outros                       | 224    | 2,83 / 100,00   |      |
| Votos Inválidos         | Votos Inválidos              | 270    | 3,41 / 100,00   | 0,39 |
| Total                   | Total                        | 7 940  | 100,00 / 100,00 |      |
| Eleitorado/Participação | Eleitorado/Participação      | 10 907 | 72,80 / 100,00  | 7,52 |

### Torre de Moncorvo
| Partido                 | Partido                   | Votos  | %               | +/-  |
| ----------------------- | ------------------------- | ------ | --------------- | ---- |
|                         | Partido Socialista        | 2 536  | 36,20 / 100,00  | 9,65 |
|                         | Partido Social Democrata  | 2 034  | 29,03 / 100,00  | -    |
|                         | Centro Democrático Social | 1 567  | 22,37 / 100,00  | -    |
|                         | Aliança Povo Unido        | 320    | 4,57 / 100,00   | 0,16 |
|                         | Outros                    | 242    | 3,46 / 100,00   |      |
| Votos Inválidos         | Votos Inválidos           | 307    | 4,38 / 100,00   | 1,41 |
| Total                   | Total                     | 7 006  | 100,00 / 100,00 |      |
| Eleitorado/Participação | Eleitorado/Participação   | 10 306 | 67,98 / 100,00  | 9,78 |

### Vila Flor
| Partido                 | Partido                      | Votos | %               | +/-  |
| ----------------------- | ---------------------------- | ----- | --------------- | ---- |
|                         | Partido Social Democrata     | 1 945 | 39,20 / 100,00  | -    |
|                         | Partido Socialista           | 1 364 | 27,49 / 100,00  | 6,66 |
|                         | Centro Democrático Social    | 927   | 18,68 / 100,00  | -    |
|                         | Aliança Povo Unido           | 329   | 6,63 / 100,00   | 1,04 |
|                         | Partido da Democracia Cristã | 57    | 1,15 / 100,00   | 0,24 |
|                         | Outros                       | 159   | 3,19 / 100,00   |      |
| Votos Inválidos         | Votos Inválidos              | 181   | 3,65 / 100,00   | 0,25 |
| Total                   | Total                        | 4 962 | 100,00 / 100,00 |      |
| Eleitorado/Participação | Eleitorado/Participação      | 6 732 | 73,71 / 100,00  | 8,90 |

### Vimioso
| Partido                 | Partido                    | Votos | %               | +/-   |
| ----------------------- | -------------------------- | ----- | --------------- | ----- |
|                         | Partido Social Democrata   | 1 963 | 51,29 / 100,00  | -     |
|                         | Partido Socialista         | 1 133 | 29,61 / 100,00  | 14,58 |
|                         | Centro Democrático Social  | 210   | 5,49 / 100,00   | -     |
|                         | Aliança Povo Unido         | 82    | 2,14 / 100,00   | 0,65  |
|                         | Partido Popular Monárquico | 80    | 2,09 / 100,00   | -     |
|                         | Outros                     | 121   | 3,17 / 100,00   |       |
| Votos Inválidos         | Votos Inválidos            | 238   | 6,22 / 100,00   | 1,88  |
| Total                   | Total                      | 3 827 | 100,00 / 100,00 |       |
| Eleitorado/Participação | Eleitorado/Participação    | 5 877 | 65,12 / 100,00  | 12,79 |

### Vinhais
| Partido                 | Partido                      | Votos  | %               | +/-   |
| ----------------------- | ---------------------------- | ------ | --------------- | ----- |
|                         | Centro Democrático Social    | 2 366  | 31,74 / 100,00  | -     |
|                         | Partido Socialista           | 2 063  | 27,68 / 100,00  | 10,18 |
|                         | Partido Social Democrata     | 2 037  | 27,33 / 100,00  | -     |
|                         | Aliança Povo Unido           | 342    | 4,59 / 100,00   | 0,17  |
|                         | Partido da Democracia Cristã | 79     | 1,06 / 100,00   | 0,20  |
|                         | Outros                       | 250    | 3,35 / 100,00   |       |
| Votos Inválidos         | Votos Inválidos              | 317    | 4,26 / 100,00   | 0,11  |
| Total                   | Total                        | 7 454  | 100,00 / 100,00 |       |
| Eleitorado/Participação | Eleitorado/Participação      | 12 132 | 61,44 / 100,00  | 14,19 |